# Fujinon
Fujinon è un marchio di lenti ottiche prodotto dalla Fuji Photo Film Co. Ltd, ora nota come Fujifilm. Gli obiettivi Fujinon della Fujifilm sono stati utilizzati nella fotografia professionale, nelle stazioni di trasmissione e nella cinematografia. Fujinon produce anche binocoli giganti.

## Storia della Fujinon
La Fujifilm iniziò la produzione di lenti in vetro nella sua fabbrica di Odawara in Giappone nel 1940, dando così inizio alla storia del marchio Fujinon.

## Prodotti

### Ottiche per formato 35mm

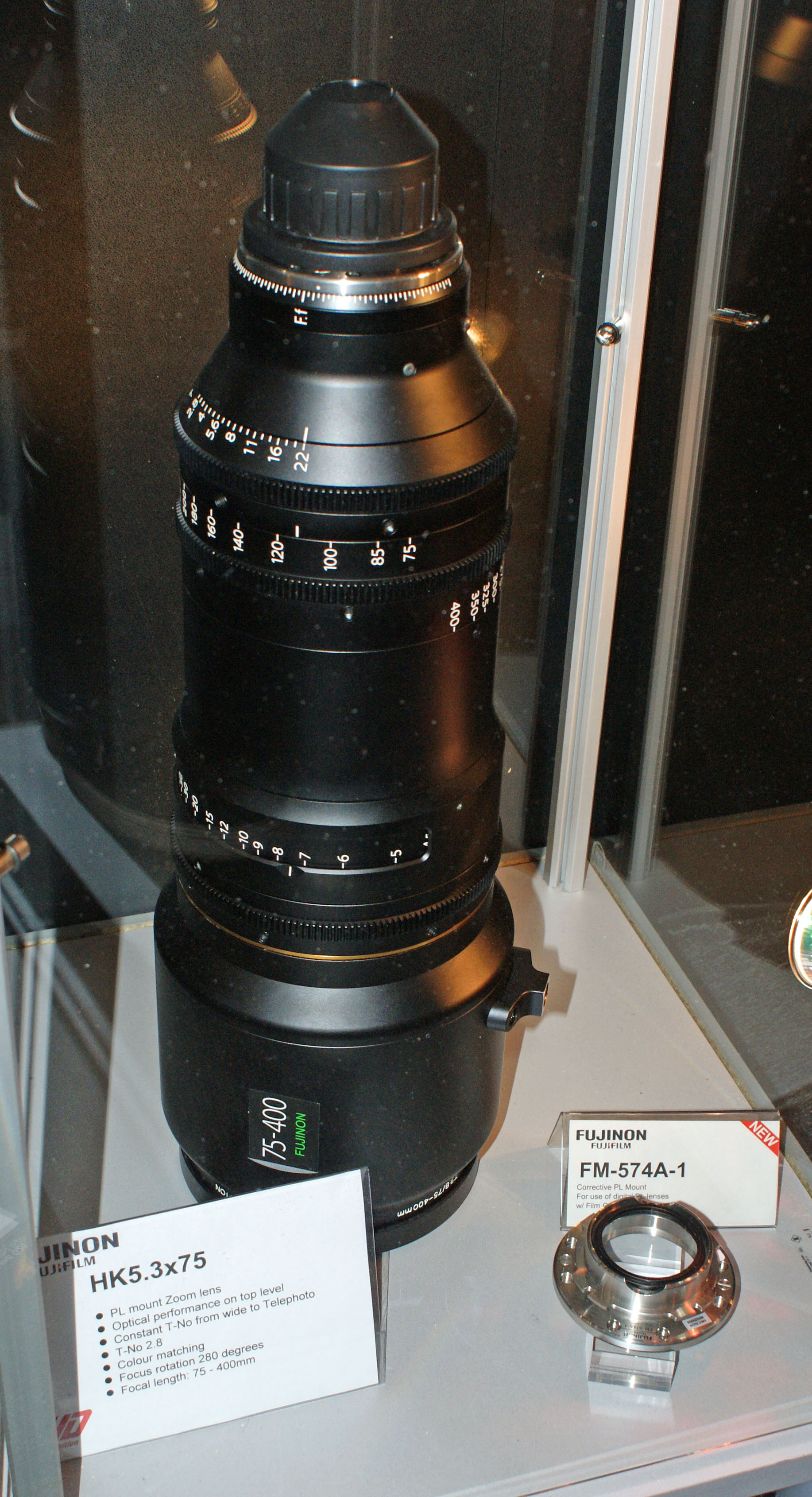
Fujinon HK5.3X75 35mm Attacco Arri PL zoom, Lunghezza focale 75-400 mm.

#### Fujinon con attacco M42
- EBC Fujinon Fish Eye 16mm F2.8
- EBC Fujinon-SW 19mm F3.5
- EBC Fujinon-SW 24mm F2.8
- EBC Fujinon-SW 28mm F3.5
- Fujinon-SW 28mm F3.5
- EBC Fujinon-W 35mm F1.9
- EBC Fujinon-W 35mm F2.8
- Fujinon-W 35mm F2.8
- Fujinon-W 35mm F3.5
- EBC Fujinon 50mm F1.4
- Fujinon 50mm F1.4
- Fujinon 55mm F1.6
- EBC Fujinon 55mm F1.8
- Fujinon 55mm F1.8
- Fujinon 55mm F2.2
- EBC Fujinon Macro 55mm F3.5
- EBC Fujinon-SF 85mm F4 (Soft Focus)
- EBC Fujinon-T 100mm F2.8
- Fujinon-T 100mm F2.8
- EBC Fujinon-T 135mm F2.5
- EBC Fujinon-T 135mm F3.5
- Fujinon-T 135mm F3.5
- EBC Fujinon-T 200mm F4.5
- EBC Fujinon-T 400mm F4.5
- EBC Fujinon-T 600mm F5.6
- EBC Fujinon-T 1000mm F8
- Fujinon-Z 29-47mm F3.5-4.2
- Fujinon-Z 43-75mm F3.5-4.5
- Fujinon-Z 75-150mm F4.5
- EBC Fujinon-Z 54-270mm F4.5
- EBC Fujinon-Z 75-205mm F3.8

### Lenses per il sistema Fujifilm X digitale

#### Fujinon XF Prime
- XF14mm F2.8 R
- XF16mm F1.4 R WR
- XF16mm F2.8 R WR
- XF18mm F2.0 R
- XF23mm F1.4 R
- XF23mm F2.0 R WR
- XF27mm F2.8 Pancake
- XF35mm F1.4 R
- XF35mm F2.0 R WR
- XF50mm F2.0 R WR
- XF56mm F1.2 R
- XF56mm F1.2 R APD
- XF60mm F2.4 R Macro
- XF80mm F2.8 R LM OIS WR Macro
- XF90mm F2.0 R LM WR
- XF200mm F2 R LM OIS WR

#### Fujinon XF Zoom
- XF8-16mm F2.8 R LM WR
- XF10-24mm F4 R OIS
- XF16-55mm F2.8 R LM WR
- XF16-80mm F4 R OIS WR
- XF18-55mm F2.8-4.0 R LM OIS
- XF18-135mm F3.5-5.6 R LM OIS WR
- XF50-140mm F2.8 R LM OIS WR
- XF55-200mm F3.5-4.8 R LM OIS
- XF100-400mm F4.5-5.6 R LM OIS WR
- XF1.4x TC WR
- XF2.0x TC WR

#### Fujinon XC Zoom
- XC15-45mm F3.5-5.6 PZ
- XC16-50mm F3.5-5.6 OIS
- XC16-50mm F3.5-5.6 OIS II
- XC50-230mm F4.5-6.7 OIS
- XC50-230mm F4.5-6.7 OIS II

#### Ottiche Fujinon MKX da cinema
- MKX 18-55mm T2.9
- MKX 50-135mm T2.9

### Ottiche per il sistema Fujifilm GFX digitale

#### Fujinon GF Prime
- GF 23mm F4 R LM WR
- GF 45mm F2.8 R WR
- GF 50mm F3.5 R LM WR
- GF 63mm F2.8 R WR
- GF 110mm F2 R LM WR
- GF 120mm F4 LM OIS WR Macro
- GF 250mm F4 R LM OIS WR

#### Fujinon GF Zoom
- GF 32-64mm F4 R LM WR
- GF 100-200mm F5.6 R LM OIS WR